# Джон Гаранг
Джон Гаранг де Мабиор е южносудански (президент на Южен Судан) и судански (вицепрезидент на Судан) политик.
Принадлежи към етническата група динка. По време на Втората суданска гражданска война, от 1983 до 2005 г., е ръководител на Суданската освободителна армия. След подписването на мирно споразумение през 2005 година изпълнява длъжността вицепрезидент на Судан и президент на Южен Судан за кратко време до смъртта си при катастрофа с вертолет през юли 2005 година.

## Ранни години
Роден е в бедно семейство в с. Уанглей, близо до Бор, Судан. Днес то се намира в провинция Джункали. Едва на 10 години осиротява и негов роднина покрива разходите за обучение в училища в Уау и Румбек. През 1962 г., едва на 17 години, се присъединява към бунтовниците в Първата суданска гражданска война, но ръководителите му го съветват, както и други юноши, да се погрижи за образованието си.
Поради военните условия е принуден да изкара средно образование в Танзания. През 1969 г. завършва бакалавърска степен по икономика във висшия Гринелски колеж в Айова, САЩ, където учи със стипендия. Предложена му е стипендия от Калифорнийския университет в Бъркли, но решава да учи икономика на селското стопанство на Източна Африка в Университета в Дар ес Салаам, Танзания. Там става член на Африканския революционен фронт на студентите. Съществува погрешна информация, че Гаранг се запознава и сприятелява с Йоуери Мусевени, бъдещия президент на Уганда; те обаче учат там по различно време. Малко по-късно Гаранг се завръща в родния Судан.
След като Първата гражданска война приключва с подписаното Споразумение от Адис Абеба (1972) Гаранг, като много бунтовници, е привлечен в суданските въоръжени сили. Прави военна кариера и за 11 години израства от капитан до полковник, след като междувременно завършва Висшия курс за пехотни офицери във Форт Бенинг, Джорджия, САЩ. По време на военната си служба взема 4-годишен отпуск за обучение, като придобива магистърска степен по икономика на селското стопанство и докторска степен от Университета на щата Айова, като защитава дисертация върху развитието на селското стопанство на Южен Судан. Служи 4 години до 1983 г. като старши преподавател във военна академия в Уади Сайедна (на 21 км от Омдурман). След това е прехвърлен на научна работа в Щаба на армията в столицата Хартум.
През 1983 г. заминава привидно да успокои бунтуващи се войници в Южен Судан, противопоставящи се на заповедта формированието им да бъде прехвърлено в Северен Судан. Той обаче оглавява бунта и така започва Втората суданска гражданска война, довела до споразумението за независимост на Южен Судан от януари 2005 г. Съгласно това споразумение Гаранг става вицепрезидент на Судан. Само 3 седмици, след като поема поста изпълняващ длъжността президент на Южен Судан, загива при катастрофа с вертолет.
| Портал | Портал „Африка“ съдържа още много статии, свързани с Африка. Можете да се включите към Уикипроект „Африка“. |